# Palácio do Monteiro-Mor

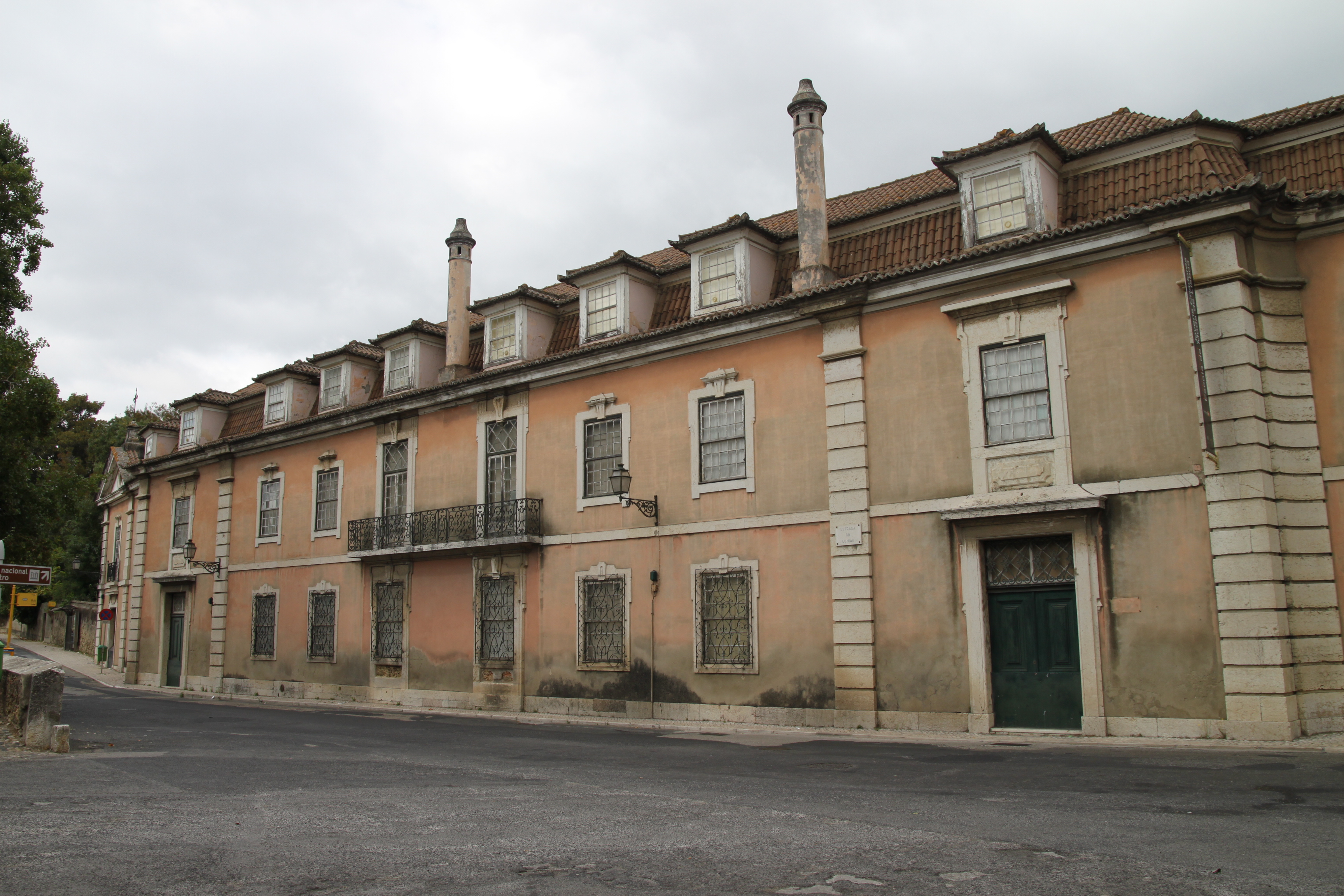
Palácio do Monteiro-Mor, actual Museu Nacional do Traje.

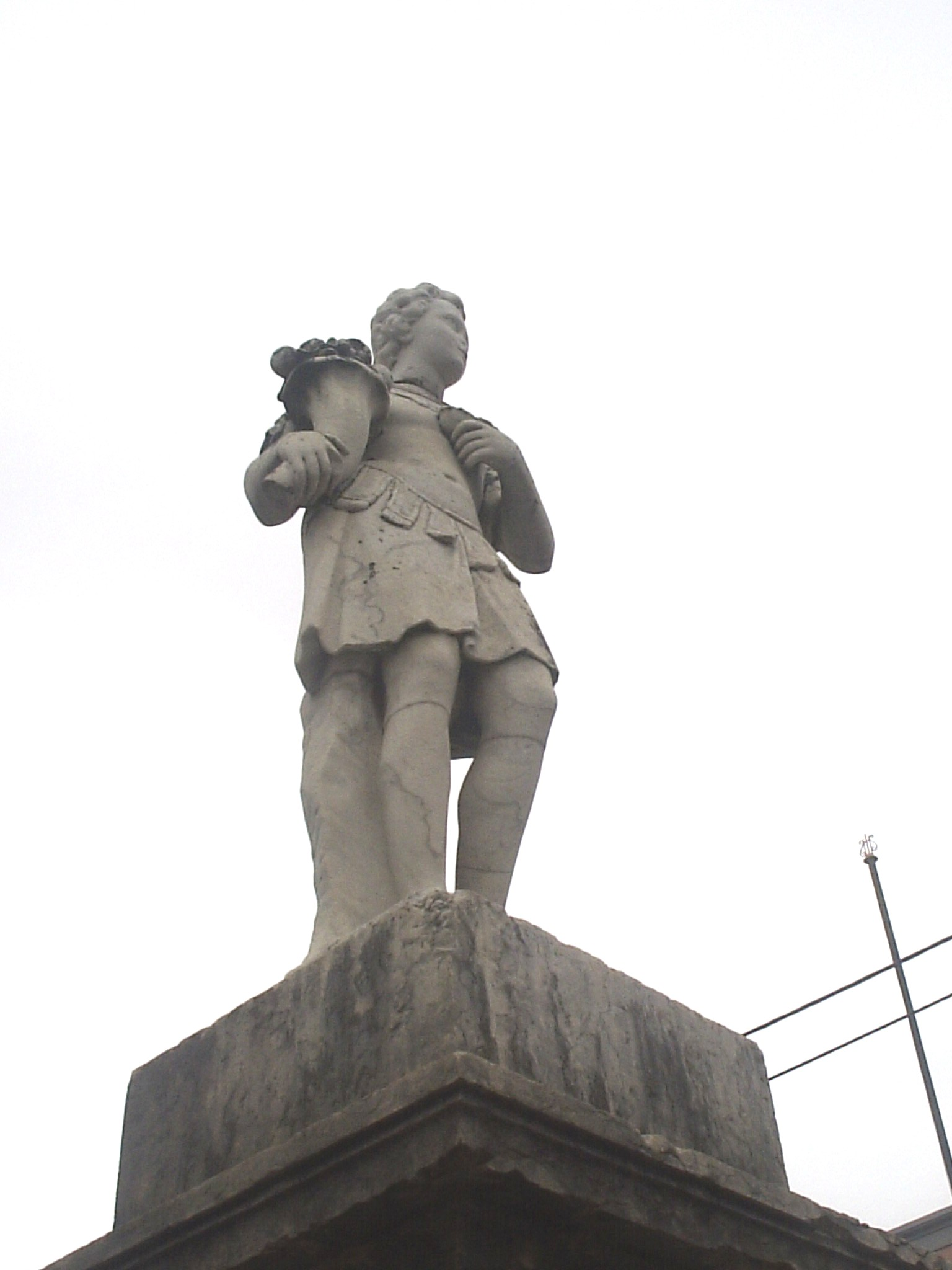
Fonte barroca na entrada da Quinta do Monteiro-Mor

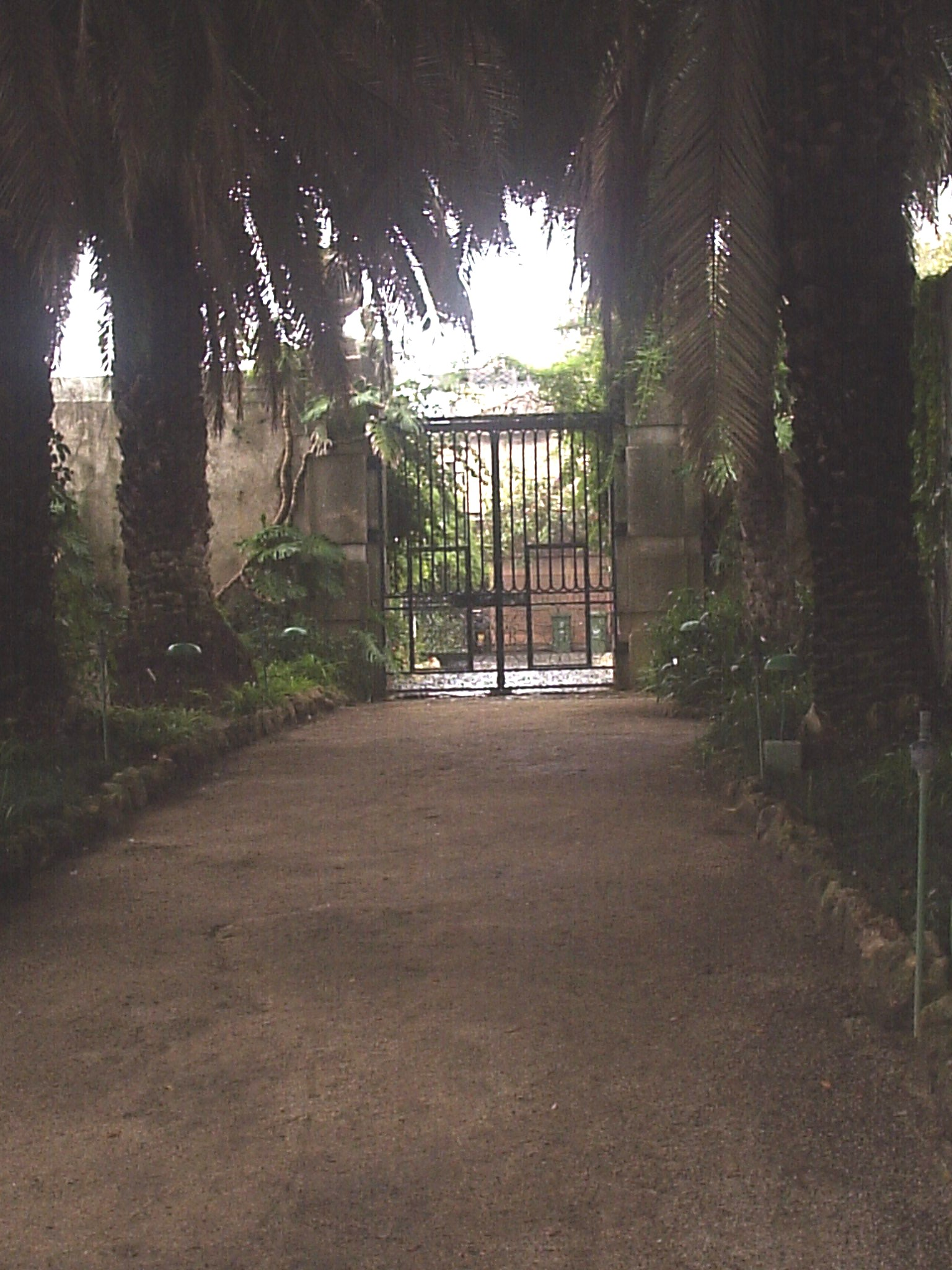
O jardim botânico, integrante da Quinta do Monteiro-Mor

O Palácio do Monteiro-Mor é um palácio localizado na Quinta do Monteiro-Mor, na freguesia do Lumiar, em Lisboa, sendo um dos elementos que constitui o conjunto arquitetónico designado por Paço do Lumiar.
Nele funciona actualmente o Museu Nacional do Teatro e da Dança. O palácio é rodeado por um jardim botânico, com onze hectares de área.
O seu nome remonta ao século XVIII quando D. Henrique de Noronha e D. Fernão Teles da Silva seus proprietários ocuparam o cargo de Monteiro-Mor.
O Palácio do Monteiro-Mor está classificado como Imóvel de Interesse Público desde 1978.

## Cronologia
- Década de 1750 - Iniciado o jardim botânico, sob orientação de Domenico Vandelli, encomendado pelo 3.º Marquês de Angeja.
- 1793 - O jardim botânico é citado como um dos mais belos de Lisboa.
- 1840 - Vendido por D. Mariana de Castelo Branco ao 1.º marquês do Faial e 2.º duque de Palmela, D. Domingos de Sousa Holstein Beck.
- 1970 - Um incêndio destrói quase todo o palácio.
- 1975 - Comprado pelo Estado (Direcção Geral da Fazenda Pública) ao abrigo do Decreto-Lei n.º 558 de 27 de Setembro de 1975.
- 1978 - Criação do Museu Nacional do Teatro.
- 1995 - Inaugurado o Jardim das Esculturas.